# José Domingues dos Santos
José Domingues dos Santos (Lavra, Matosinhos, 8 de maio de 1887 – Santo Ildefonso, Porto, 16 de agosto de 1958) foi um político, jurista, professor e jornalista português que, entre outras funções, exerceu as funções de presidente do Ministério de um dos governos da Primeira República Portuguesa. Pertenceu, pelo menos desde 1922, à Maçonaria.

## Biografia
José Domingues dos Santos nasceu na casa da Tulha, em Antela, freguesia de Lavra, concelho de Matosinhos, a 8 de maio de 1887, filho de José Domingues dos Santos e de Maria Duarte de Oliveira, uma família de lavradores modestos.
Durante o ensino primário, que fez na sua localidade natal, revelou-se um aluno brilhante e esforçado. Como a modéstia social da família não lhe permitia aspirar a estudos liceais, como era norma na época, ingressou no Seminário Maior do Porto, onde concluiu o Curso Teológico. Não tendo vocação para o sacerdócio, não se ordenou padre, ingressando então no curso de Direito da Universidade de Coimbra.
Com 24 anos de idade e ainda aluno de Direito em Coimbra, casou a 7 de Outubro de 1911 com Evangelina da Silva Ramalho, também oriunda de Lavra. Terminado o curso, abriu um consultório de advogado no Porto, cidade onde se fixou, passando a acumular o trabalho como advogado com o de professor no Instituto Industrial e Comercial do Porto e, após o desdobramento deste ocorrido em 1918, no resultante Instituto Superior de Comércio do Porto.
Republicano liberal e democrata, envolvido nas questões laborais da época, iniciou-se na vida política filiando-se no Partido Democrático, pelo qual foi sucessivamente eleito deputado pelo círculo eleitoral do Porto durante três legislaturas, entre 1918 e 1926. Ingressou então na direcção do partido, ocupando lugar de relevo entre os seus dirigentes nacionais. Seguindo o lema "Todas as ditaduras, tanto de esquerda como de direita, são odiosas", fundou no Porto o jornal A Tribuna.
Notabilizou-se em Janeiro de 1919, durante os acontecimentos da Monarquia do Norte, tendo sido mandado prender por Paiva Couceiro. Foi libertado a 13 de Fevereiro, pela vitória do contra-golpe comandado no Porto pelo então "capitão sem medo" João Maria Sarmento Pimentel, tendo nesse dia liderado a ocupação do edifício do Governo Civil do Porto, sendo logo confirmado pelo governo no cargo de governador civil do Distrito do Porto.
Poucos meses depois, foi chamado a integrar o governo presidido por Alfredo de Sá Cardoso, tomando posse a 28 de Julho de 1919 do cargo de ministro do Trabalho e Previdência Social. Era um governo dominado pela "ala moderada e conciliadora" do Partido Democrático, na qual José Domingues dos Santos se incluía.
Como ministro do Trabalho, teve de enfrentar um clima de grande conflitualidade laboral, a que se associava uma forte actividade anarco-sindicalista, comprometendo-se na altura a respeitar as "justas reivindicações das classes trabalhadoras" desde que "dentro da lei e da ordem". Neste âmbito, enfrentou de imediato um dos maiores desafios do seu mandato: o controlo da greve do pessoal dos caminhos-de-ferro, que se tinha iniciado a 3 de Junho anterior e se prolongava indefinidamente. Esta greve era acompanhada de grande perturbação social e incidentes cada vez mais violentos, que culminaram a 15 de Agosto, quando explodiram algumas bombas na estação do Rossio e ocorreram cenas de tiros no Entroncamento, ao mesmo tempo que continuavam os descarrilamentos de comboios. A situação era tão grave, que o governo resolveu então colocar, compulsivamente, grevistas nos primeiros vagões das composições, para que fossem vítimas de possíveis atentados. A greve apenas terminou a 1 de Setembro, depois de uma dura intervenção governamental.
Vítima da instabilidade crónica e da violência que se tinha abatido sobre a sociedade portuguesa, o governo de Alfredo de Sá Cardoso demite-se a 15 de Janeiro de 1920, naquele que ficou como um dos incidentes mais bizarros da conturbada história da Primeira República Portuguesa, bem demonstrativos da crónica instabilidade do tempo, quando Francisco Fernandes Costa tendo nesse dia sido indigitado para o cargo d presidente do Ministério, foi logo obrigado a demitir-se, naquele que ficou conhecido como o Governo dos Cinco Minutos. O governo de Sá Cardoso teve de se manter interinamente até 21 de Janeiro, data em que foi substituído por um gabinete ministerial presidido por Domingos Pereira.
José Domingues dos Santos regressou à actividade governativa a 26 de Junho de 1920, quando integrou o elenco ministerial de António Maria da Silva, agora com a pasta de ministro do Comércio e Comunicações, fazendo jus à sua especialidade como professor do Instituto Superior de Comércio do Porto. O desempenho foi efémero, já que o governo caiu a 19 de Julho, decorrido menos de um mês após a sua posse.
O seu regresso ao governo ocorreu a 29 de Novembro daquele mesmo ano, quando voltou a ocupar ao cargo de ministro do Trabalho e Previdência Social, agora no executivo chefiado por Liberato Pinto. Apesar de o governo ter caído a 2 de Março de 1921, manteve-se no cargo, desta feita a convite de Bernardino Machado, o novo presidente do Ministério. Foi também uma experiência efémera, já que o governo caiu cerca de três meses depois, a 23 de Maio de 1921.
Sendo um dos eternos "ministeriáveis da República", José Domingues dos Santos regressou, mais uma vez, ao executivo, desta feita como ministro da Justiça do governo presidido por Álvaro de Castro, tomando posse a 22 de Dezembro de 1923. Este governo foi também de pouca dura, já que logo a 7 de Julho de 1924 foi substituído por mais um governo de iniciativa militar, agora chefiado pelo comandante Alfredo Rodrigues Gaspar.
Com o agudizar das tensões sociais que levavam inexoravelmente a Primeira República Portuguesa em direcção ao colapso, as soluções governativas eram cada vez menos consensuais e os riscos de sublevação cresciam. Foi nesse contexto que a Junta Consultiva e o Directório do Partido Democrático, numa cedência aos radicais do partido, propuseram ao então Presidente da República Manuel Teixeira Gomes que encarregasse o Dr. José Domingues dos Santos de formar governo. O governo por ele presidido tomou posse a 22 de Novembro de 1924, num ambiente em que era já clara a organização da direita em torno da chamada União dos Interesses Económicos, a que se associava a Associação Central da Agricultura Portuguesa, ao mesmo tempo que o radicalismo da esquerda crescia visivelmente.
O governo presidido por José Domingues dos Santos, no qual ele acumulava a pasta de ministro do Interior, seguiu o padrão de instabilidade e facciosismo em que tinham caído os executivos da República e sucumbiu, menos de três meses após tomar posse, minado pelas cisões dentro do Partido Democrático, quando a 11 de Fevereiro de 1925 foi apresentada uma moção de desconfiança que foi aprovada no Congresso da República por 65 votos contra 45 a favor. Ainda assim, conseguiu alguma produção legislativa e alguns arremedos de reformismo, tendo publicado 85 diplomas ministeriais no seu curto mandato.
Num discurso bem demonstrativo da crescente radicalização do Partido Democrático e do crescente esquerdismo, José Domingues dos Santos afirmava aquando da queda do seu governo: "Os senhores deputados querem um governo que esteja do lado dos exploradores contra os explorados. Vossas Excelências querem um governo que espingardeie o povo!"
A partir da queda do seu governo, José Domingues dos Santos passou a liderar a facção esquerdista do Partido Democrático, os chamados "canhotos", que entrou em ruptura com a facção moderada dos "bonzos", liderada por António Maria da Silva. Esta ruptura alargou-se a ponto de o partido se cindir, com o abandono dos "canhotos", que liderados por José Domingues dos Santos em Agosto fundaram o Partido Republicano da Esquerda Democrática, e colocavam entre os seus objectivos o fim dos monopólios e o parcelamento dos latifúndios. O novo partido tomou A Tribuna como o seu principal órgão de comunicação social.
A luta partidária que se esboçava foi cortada cerce com o movimento de 28 de Maio de 1926, que pôs termo à Primeira República Portuguesa e em pouco tempo eliminou as liberdades democráticas e proibiu os partidos políticos. Inconformado com esta situação, dentro da tradição política anterior de permanente golpismo, José Domingues dos Santos toma parte activa na revolta de 3 de Fevereiro de 1927, uma tentativa falhada de derrube da Ditadura Militar que entretanto se instalara. Ainda em 1926 aparecem citações da sua autoria no semanário A Choldra.
Tendo o golpe terminado num banho de sangue, os revoltosos de 1927, entre os quais José Domingues dos Santos vêm-se obrigados a fugir para o exílio, refugiando-se em França.
Instalado em Paris, não desistiu da sua luta contra a ditadura. Fez parte da Liga de Defesa da República, mais conhecida por "Liga de Paris", que congregou democratas portugueses ali exilados, entre os quais Afonso Costa, Bernardino Machado, Jaime Cortesão, António Sérgio e Álvaro de Castro. Foi considerado como um dos membros do "grupo dos Budas" da oposição no exílio.
Manteve-se activo na oposição ao Estado Novo até ao início da década de 1950. Aquando do fim da Segunda Guerra Mundial, a União Patriótica e Democrática, a que presidia, desenvolveu infrutiferamente intensa actividade junto dos governos dos Aliados com vista ao derrube do governo de Oliveira Salazar.
José Domingues dos Santos passou a escrever para vários jornais e revistas francesas e tornou-se comentador de política internacional da Radiodifusão Francesa. Assinava crónicas, algumas publicadas na imprensa portuguesa, com o pseudónimo "José d'Além". Autorizado a regressar a Portugal em 1954, faleceu no Porto a 16 de Agosto de 1958.
José Domingues dos Santos foi adoptado como patrono da principal escola de Lavra e é recordado na toponímia de uma rua de Cabanelas. Em 1980, os Correios de Portugal (CTT) dedicaram-lhe um selo postal na emissão Grandes Vultos do Pensamento Republicano.
Nunca aceitou condecorações por ser Maçon.

## Obras publicadas
Para além de múltiplos artigos na imprensa periódica, publicou:
- Mensagem aos Democratas Portugueses, Paris, 1946.